# マルティニークからの祈り
『マルティニークからの祈り』（マルティニークからのいのり、原題：집으로 가는 길）は、2013年公開の韓国映画。麻薬密売の容疑でフランス政府に拘留され、韓国政府の支援を受けられず、裁判すら受けられないままパリやフランス領マルティニーク島で2年以上家族と引き離された実在の人物を取り扱ったドキュメンタリー番組をもとに映画化された作品。

## ストーリー
韓国で自動車修理工場を営む夫のジョンベ（コ・ス）と娘のヘリン（カン・ジウ）と暮らす主婦のジョンヨン（チョン・ドヨン）は家計を助けるために、「金の原石」をフランスの空港に持ち込む仕事を引き受ける。しかし、その中身は麻薬で、彼女は麻薬密売容疑でフランス政府に拘留される。言葉も通じない国で通訳と裁判を受ける権利を要求するジョンヨンだったが、在フランスの韓国政府による支援を受けることができずにフランス領のマルティニーク島の刑務所に収容される。刑務官の嫌がらせや劣悪な環境に苦しむジョンヨンを救うため、夫のジョンベは奔走する。

## キャスト
- ジョンヨン：チョン・ドヨン
- ジョンベ：コ・ス
- ヘリン：カン・ジウ
- チョ課長：ペ・ソンウ
- ヘルボイ：コリンヌ・マシエロ